# Euxoa bicollaris
Euxoa bicollaris là một loài bướm đêm thuộc họ Noctuidae. Nó được tìm thấy ở British Columbia, phía nam đến California.
Sải cánh dài khoảng 32 mm.